# Mysterious Times
"Mysterious Times" es una canción del grupo de producción alemán Sash! en colaboración con la cantante británica Tina Cousins. Fue lanzado el 1 de agosto de 1998 como el segundo sencillo de su segundo álbum, Life Goes On. La canción alcanzó el puesto número dos de las listas de éxitos del Reino Unido, dándole a Sash! su cuarto sencillo número dos. En los Estados Unidos, alcanzó el puesto 11 en la lista Billboard Hot Dance Club Play.

## Recepción de la crítica
Jon O'Brien del portal web AllMusic afirmó que "Mysterious Times" es "posiblemente su mejor sencillo", y lo describió como un "intento sutil de house progresivo".  El Daily Record publicó: "El gurú de la música dance Sash! está en una forma decepcionante aquí, ya que lleva su experiencia en producción a un nivel de insulso nunca antes descubierto". El periódico también elogió la "voz melodramática" de Tina Cousins.

## Rendimiento en listas de éxitos
"Mysterious Times" alcanzó al top 10 en Dinamarca, Finlandia, Italia y Noruega, así como en el Eurochart Hot 100, donde se posicionó en el puesto número seis. En el Reino Unido, el sencillo alcanzó el puesto número dos durante su primera semana en la UK singles Chart, el 9 de agosto de 1998.  Además, "Mysterious Times" alcanzó el top 20 en Bélgica ( Flandes y Valonia ), Francia, Alemania, Irlanda, Países Bajos y Suecia.   En Islandia y Suiza, se ubicó entre los 30 primeros. Fuera de Europa, alcanzó el puesto número 11 en la lista Billboard Dance Club Songs de Estados Unidos, el número 28 en la lista oficial de sencillos de Nueva Zelanda y el número 62 en la lista de sencillos de Australia.  El sencillo fue certificado disco de oro en Bélgica, Francia y Suecia. En el Reino Unido, recibió un disco de plata el 11 de septiembre de 1998. 

## Lista de canciones
- Maxi-CD single (Alemania)[2]

1. "Mysterious Times" (radio mix) – 3:32
2. "Mysterious Times" (Todd Terry's radio edit) – 3:26
3. "Mysterious Times" (original maxi) – 5:22
4. "Mysterious Times" (Cyrus & The Joker Meets Bossi mix) – 7:34
5. "Mysterious Times" (John B. Norman mix) – 7:04
6. "Mysterious Times" (Todd Terry's club mix) – 6:52

- CD single (Europa)[3]

1. "Mysterious Times" (radio mix) – 3:32
2. "Mysterious Times" (Todd Terry's radio edit) – 3:26

- Cassette single (Reino Unido)[4]

1. "Mysterious Times" (radio mix) – 3:32
2. "Mysterious Times" (Todd Terry's club mix) – 6:52

- CD1 (Reino Unido)[5]

1. "Mysterious Times" (radio mix) – 3:32
2. "Mysterious Times" (Tin Tin Out mix) – 6:09
3. "Mysterious Times" (John B. Norman mix) – 7:04
4. "Mysterious Times" (video)

- CD2 (Reino Unido)[6]

1. "Mysterious Times" (radio edit) – 3:32
2. "Mysterious Times" (Todd Terry club mix) – 6:52
3. "Mysterious Times" (Cyrus & The Joker Meets Bossi mix) – 7:34

- CD single (Australia)[7]

1. "Mysterious Times" (radio edit) – 3:32
2. "Mysterious Times" (Todd Terry club mix) – 6:52
3. "Mysterious Times" (Cyrus & The Joker Meets Bossi mix) – 7:34
4. "Mysterious Times" (John B. Norman mix) – 7:04
5. "Mysterious Times" (Superstring remix) – 7:46

- CD single (Japón)[8]

1. "Mysterious Times" – 3:40
2. "Mysterious Times" (John B. Norman mix) – 7:04
3. "Mysterious Times" (Cyrus & The Joker Meets Bossi mix) – 7:35

## Posicionamiento en listas

### Listas semanales
| Lista (1998–2000)                          | Posicionamiento en lista |
| ------------------------------------------ | ------------------------ |
| Australia (ARIA)                           | 62                       |
| Bélgica (Flandes) (Ultratop 50)            | 13                       |
| Bélgica (Valonia) (Ultratop 50)            | 14                       |
| Dinamarca (IFPI)                           | 6                        |
| Europa (Eurochart Hot 100)                 | 6                        |
| Finlandia (OFC)                            | 8                        |
| Francia (SNEP)                             | 16                       |
| Alemania (Offizielle Deutsche Charts)      | 17                       |
| Islandia (Íslenski Listinn Topp 40)        | 22                       |
| Irlanda (IRMA)                             | 11                       |
| Italia (Musica e dischi)                   | 5                        |
| Países Bajos (Dutch Top 40)                | 17                       |
| Países Bajos (Mega Single Top 100)         | 17                       |
| Nueva Zelanda (Recorded Music NZ)          | 28                       |
| Noruega (VG-lista)                         | 5                        |
| Escocia (Scottish Singles Sales Chart)     | 2                        |
| Suecia (Sverigetopplistan)                 | 17                       |
| Suiza (Schweizer Hitparade)                | 23                       |
| Reino Unido (UK Singles Chart)             | 2                        |
| Estados Unidos Dance Club Play (Billboard) | 11                       |

### Listas anuales
| Lista (1998)                   | Posición |
| ------------------------------ | -------- |
| Bélgica (Ultratop 50 Flanders) | 96       |
| Bélgica (Ultratop 50 Wallonia) | 80       |
| Europa (Eurochart Hot 100)     | 54       |
| Francia (SNEP)                 | 85       |
| Suecia (Sverigetopplistan)     | 93       |
| Reino Unido UK Singles (OCC)   | 47       |